# Apostag
Apostag ist eine ungarische Gemeinde im Kreis Kunszentmiklós im Komitat Bács-Kiskun. Die Bevölkerungszahl beträgt knapp 2.000 Einwohner (Stand 2011). Die Gemeinde hat eine Fläche von 31,94 km².

## Geografische Lage
Apostag liegt knapp 70 Kilometer südlich von Budapest und 20 Kilometer südwestlich der Kreisstadt Kunszentmiklós am linken Ufer der Donau. Nachbargemeinden sind Dunavecsce, Dunaegyháza und Solt.

## Sehenswürdigkeiten
- Evangelische Kirche, erbaut 1828
- Gábor-Baross-Gedenktafel (Baross Gábor-emléktábla), erschaffen von Szabolcs Csányi
- Gedenkstein zur Befreiung (Felszabadulási emlékkő), errichtet 1975
- János-Vida-Büste, erschaffen 1977 von Béla Domonkos
- Lajos-Nagy-Büste, erschaffen 1972 von Béla Domonkos
- Lajos-Nagy-Gedenkausstellung (Nagy Lajos Emlékkiállítás)
- Lajos-Nagy-Statue, erschaffen 1983 von Imre Varga
- Reformierte Kirche, erbaut 1806 im barocken Stil
- Römisch-katholische Kirche Urunk mennybemenetele, erbaut im 18. Jahrhundert
- Die Synagoge aus dem Jahr 1820 wurde nach einem Großbrand wieder aufgebaut. Sie wird mit ihrer frühen Bauzeit, ihrer Raumgestaltung und der Innendekoration zu den wichtigsten Synagogen Ungarns gezählt und erhielt im Jahre 1988 den Europa-Nostra-Preis für die Erhaltung der europäischen Kultur[2].
- Themenpark mit Holzreliefen

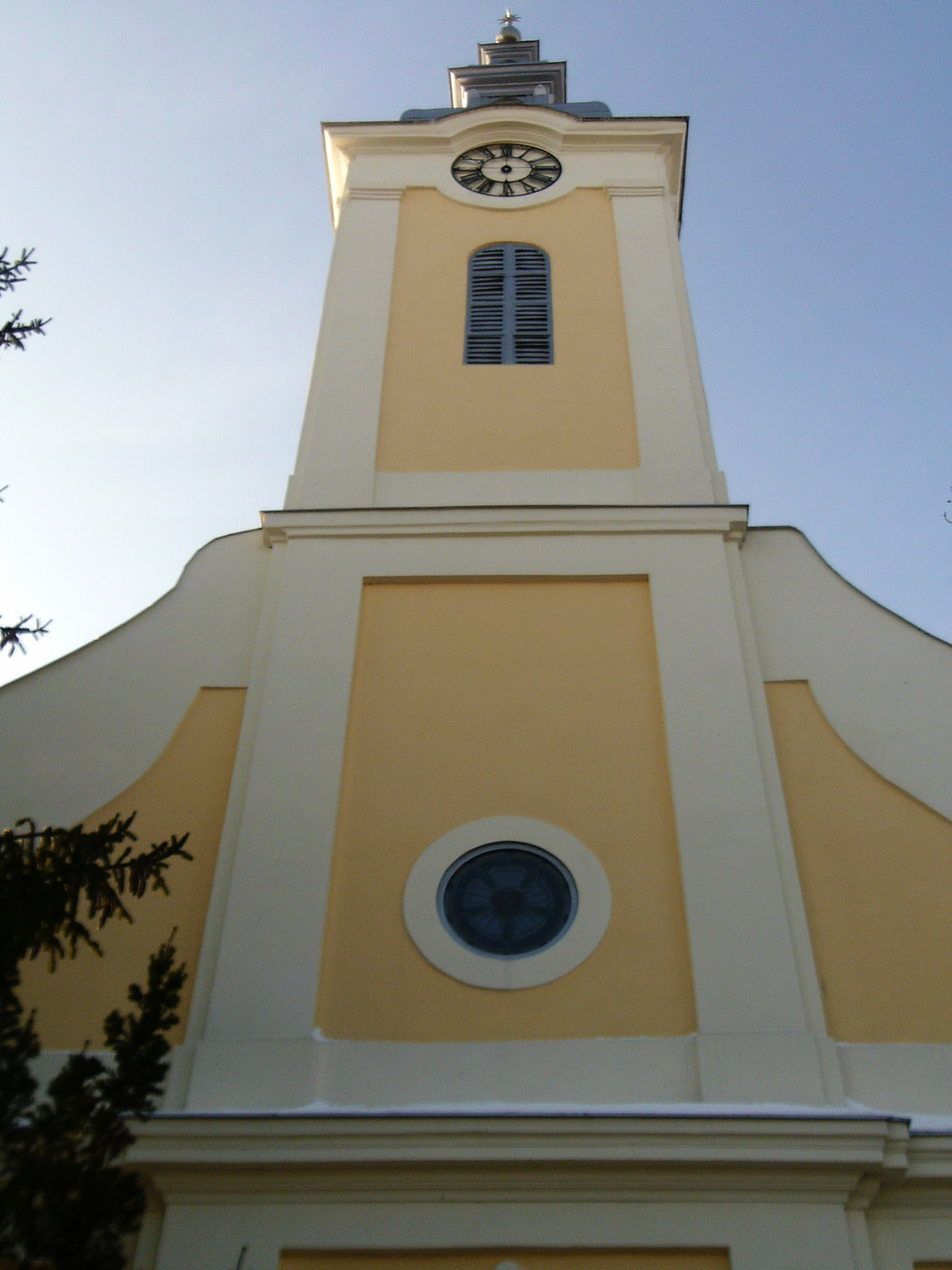
Evangelische Kirche
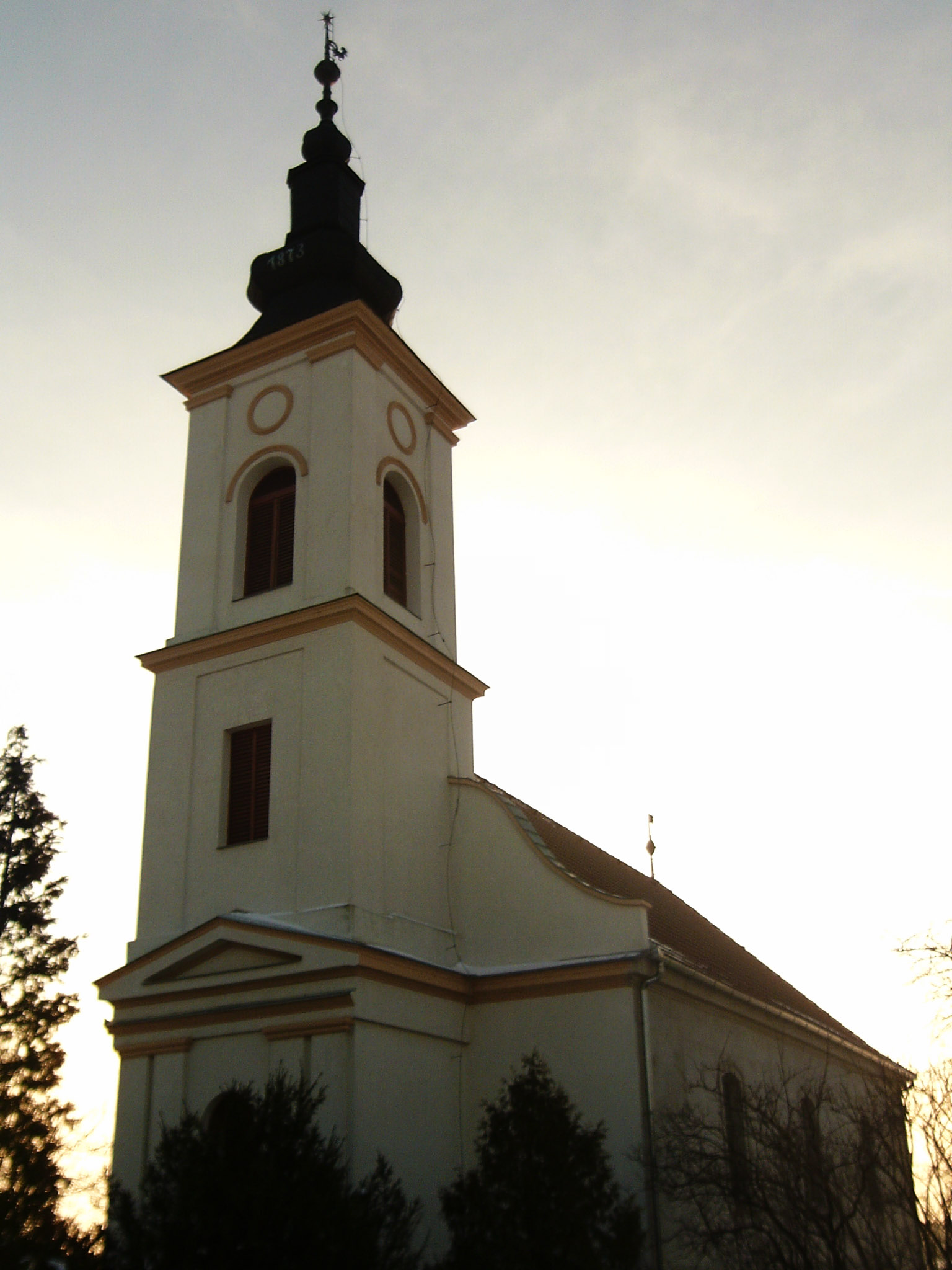
Reformierte Kirche
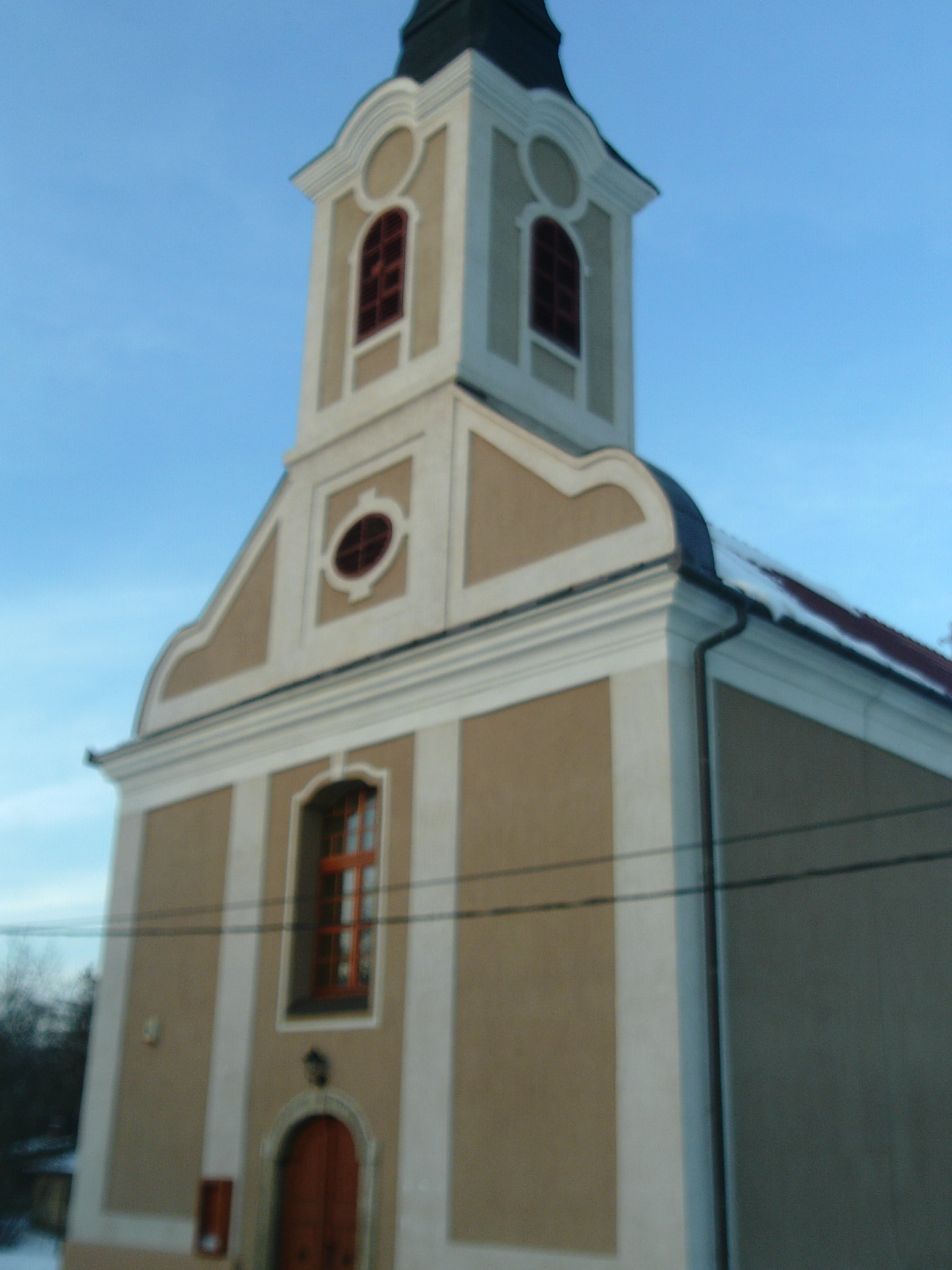
Röm.-kath. Kirche Urunk Mennybemenetele
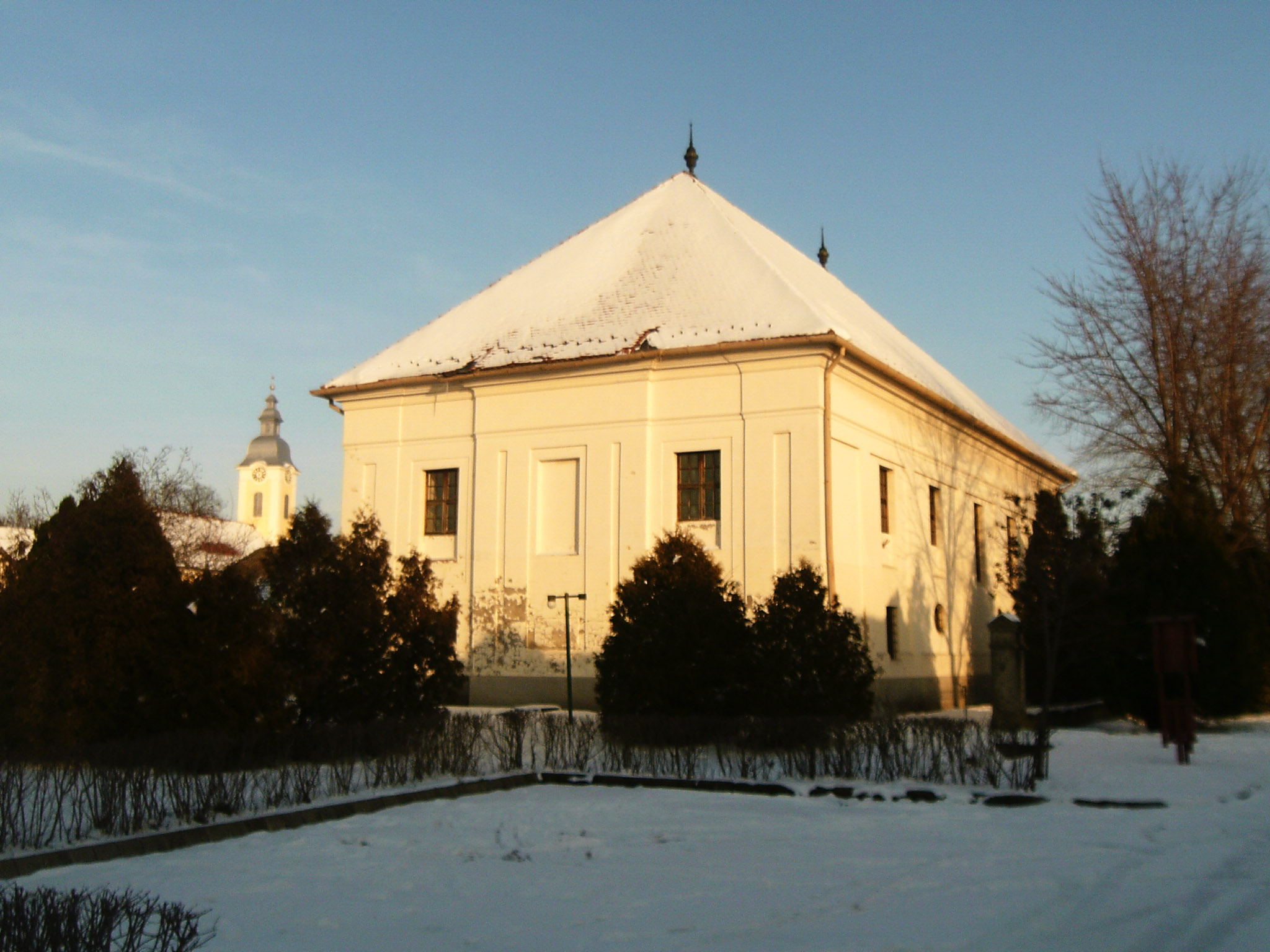
Synagoge
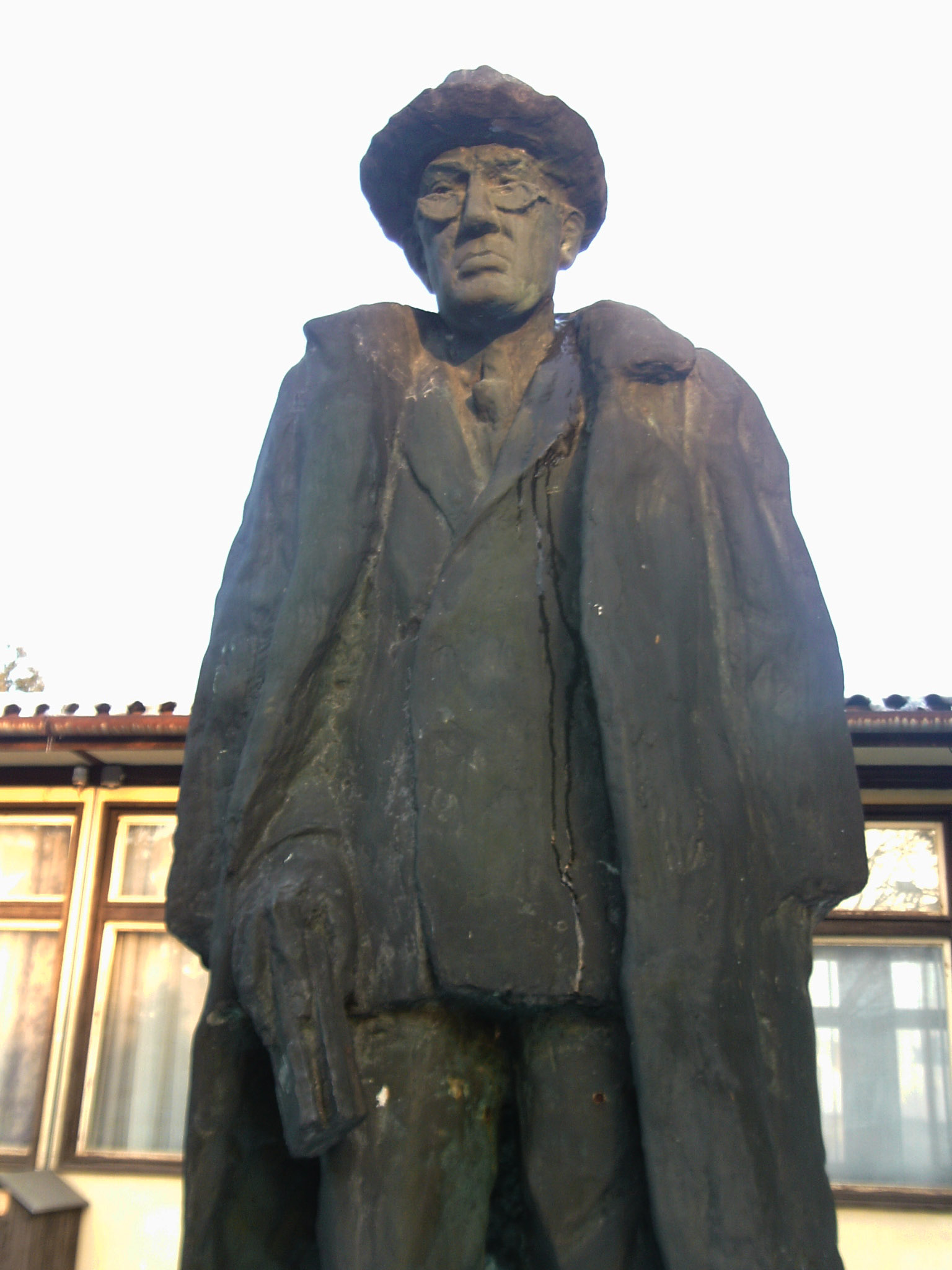
Lajos-Nagy-Statue von Imre Varga

## Verkehr
Östlich des Ortes verlaufen die Hauptstraßen Nr. 51 und Nr. 513. Der nächstgelegene Bahnhof befindet sich nordwestlich in Dunaújváros.